# Néstor Guerrero
Néstor Guerrero (* Santo Domingo, Ecuador, 1 de abril de 1989) es un futbolista ecuatoriano que juega de delantero en el Club Social Cultural y Deportivo Espoli de la Segunda Categoría de Ecuador.

## Clubes
| Club                                    | País    | Año             |
| --------------------------------------- | ------- | --------------- |
| Deportivo Quito                         | Ecuador | 2008-2009       |
| Deportivo Santo Domingo                 | Ecuador | 2010            |
| Deportivo Macas                         | Ecuador | 2011            |
| Delfín SC                               | Ecuador | 2012            |
| Oriental (Cedido)                       | Ecuador | 2013            |
| Delfín SC                               | Ecuador | 2014            |
| Gualaceo SC (Cedido)                    | Ecuador | 2014-2019       |
| Club Social Cultural y Deportivo Espoli | Ecuador | 2019-Actualidad |

## Palmarés

### Campeonatos nacionales
| Título            | Club        | País    | Año  |
| ----------------- | ----------- | ------- | ---- |
| Segunda Categoría | Gualaceo SC | Ecuador | 2014 |